# 散货船
散貨船是一种貨物商船，具有容量大、安全、高效和耐久性等特征。第一艘散貨船始建於1852年，如今專門運輸穀物、煤、礦砂、水泥等大宗貿易物品，散貨船佔世界商船隊的15％至17％。從小型散裝船到能夠攜帶載重噸（DWT）达40萬噸的大型礦砂船。大部分散貨船的船东来自希臘、日本和中國，超過四分之一在巴拿馬註冊。82％的散裝船在亞洲建造，其中韩国建造的总吨位最大。

## 类型

### 輕便型散货船
灵便型散货船（Handysize bulk carrier）是一种载重量大于1万吨，小于4万吨的配有起重机和装卸设备的散货船。由于配有装卸设备，同时载重小，吃水比较浅，所以能适应水深较浅，条件比较差的港口，营运方便灵活，适应性强，所以被称之为灵便型。
灵便型散货船是常见的散货船，大约有将近2000艘灵便型散货船在全球各条航线上服务，他们一般用于条件比较差的港口之间的小批量散货运输。灵便型散货船主要在日本，韩国，中国以及越南等国建造。最常见的工业标准中的灵便型散货船一般吃水10米左右，载重32000吨，有五个货仓，并且配有液压舱盖，和三十吨的起重机。
這種類型的貨輪，除了常見在東亞及東南亞海岸線以外，還經常使用於長江流域的中下游地區的內河航運（如上海、南京、武漢、重慶等地），部分船隻也經過特別設計（限高、限長、限寬、限重或吃水深度限制），以通過葛洲壩及三峽大壩的水閘，與武漢長江大橋、南京長江大橋的橋面與橋墩。

### 大型輕便散裝船

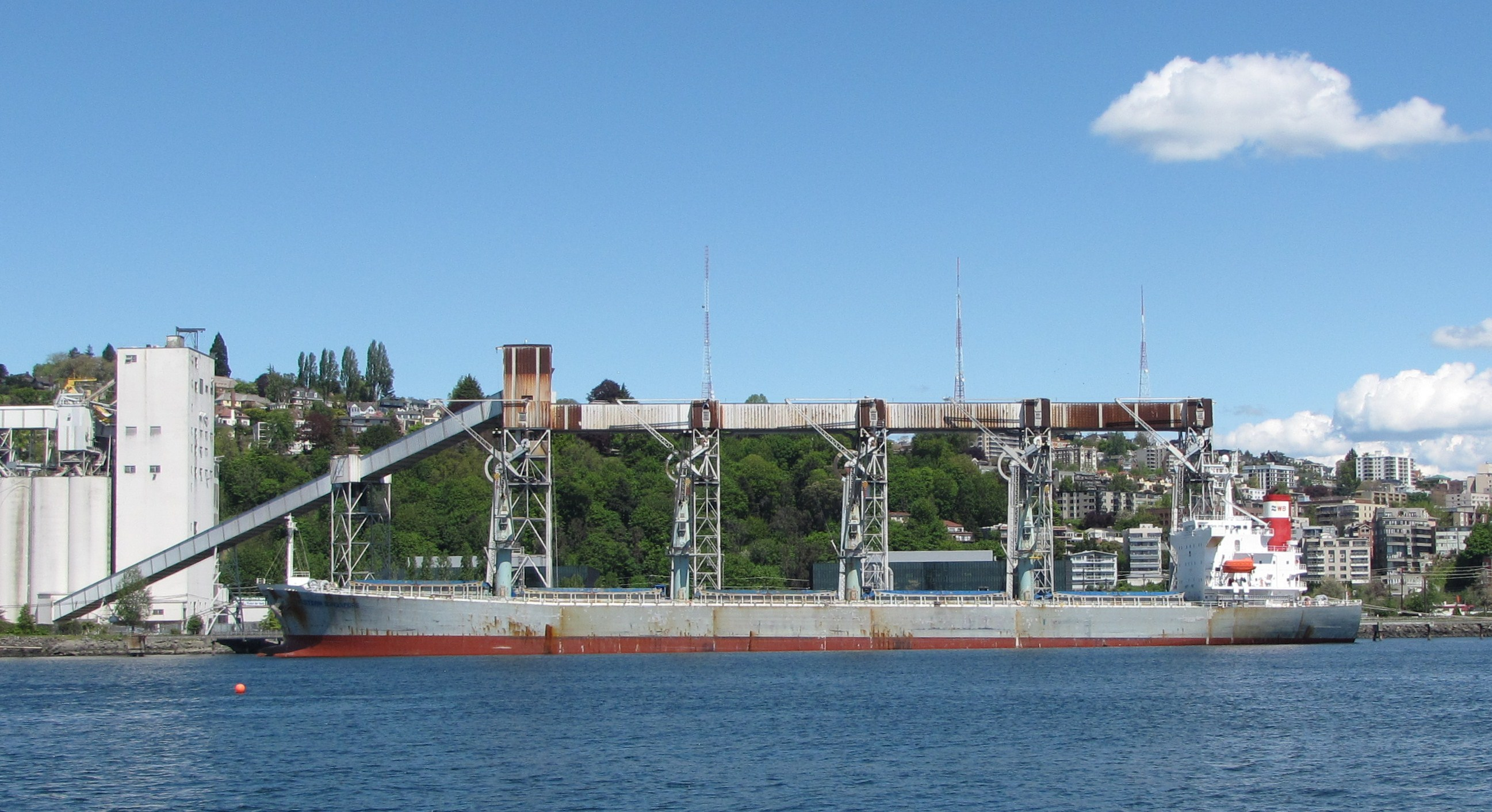
谷物散貨船及裝載設備，于西雅圖2010

大灵便型散货船（Handymax bulk carrier）載重量在4萬至6萬噸之間，和輕便型散裝船一样，大型輕便散裝船一般都自备装卸设备，载重量适中，吃水较浅，可以在一些比较小的港口进行装卸作业，适应性较强。一般来说，现代的大靈便型散货船，一般船长150到200米，载重52000到58000吨，有五个货仓，和4个30吨的起重机，一般采用单机，单桨驱动，机舱置于船尾，随着对环保和安全性的提要求日益提高，新船多采用双层壳体结构。
根据1992年的统计，全球载重5万吨级以下的灵便型船占干散货船总吨位的48.4%，总吨位约10100万吨，是对国际航运业有着举足轻重的影响。波罗地海航交所根据大灵便型散货船的运价发布了波罗的海轻便型指数，是世界三大航运指数之一。
| 主要散貨船的类型 |                  |      |        |        |        |
| 名称             | 载重吨 (DWT)     | 数量 | 运输量 | 新船价 | 旧船价 |
| 灵便型散货船     | 10,000 to 35,000 | 34%  | 18%    | $25M   | $20M   |
| 大靈便型散貨船   | 35,000 to 59,000 | 37%  | 18%    | $25M   | $20M   |
| 巴拿马型         | 60,000 to 80,000 | 19%  | 20%    | $35M   | $25M   |
| 好望角型         | 80,000 and over  | 10%  | 62%    | $58M   | $54M   |